# Courcelles-sous-Châtenois
Courcelles-sous-Châtenois település Franciaországban, Vosges megyében. Lakosainak száma 76 fő (2022. január 1.). Courcelles-sous-Châtenois Balléville, Châtenois és Dolaincourt községekkel határos.

## Népesség
A település népességének változása:
| Lakosok száma | 82   | 82   | 79   | 78   | 78   | 78   | 79   | 76   |
|               | 2013 | 2015 | 2017 | 2018 | 2019 | 2020 | 2021 | 2022 |